# Conferencia sobre el Futuro de Europa
La Conferencia sobre el Futuro de Europa fue un foro de debate y reflexión celebrado entre 2021 y 2022 donde la ciudadanía europea y diversas organizaciones no gubernamentales (ONG) aportaron ideas y opiniones sobre el porvenir institucional de la Unión Europea (UE). Se trató de una iniciativa conjunta del Parlamento Europeo, el Consejo de la Unión y la Comisión Europea, que han dado seguimiento —en sus respectivos ámbitos de competencia— a las recomendaciones formuladas durante el proceso. La Conferencia alcanzó unas conclusiones y aportó sus orientaciones en mayo de 2022.
En 2020, la idea de Emmanuel Macron para una “Conferencia de Reforma” fue adoptada por la Comisión y el Parlamento Europeo. Aunque inicialmente la conferencia debía comenzar ese año, su puesta en marcha fue aplazada como resultado de la pandemia de COVID-19, por lo que su inauguración en Estrasburgo, tuvo lugar el 9 de mayo de 2021. Adicionalmente, un impulso determinante llegó a finales de ese año cuando el gobierno Scholz de Alemania afirmó que se basaría en la conferencia como punto de partida para reformar la UE. Según esta iniciativa, la conferencia debería conducir a un proceso constitucional y, en última instancia, a un Estado federal europeo.
Las propuestas resultantes que entren dentro de las competencias de la UE pueden ser implementadas por la Comisión, que cuenta con un mandato para ello. Por otro lado, si se va a realizar una reforma de los tratados, necesariamente se implementará el mecanismo de una Convención europea o, para una revisión menor, de una conferencia intergubernamental (CIG). En cualquier caso, el texto resultante deberá ser ratificado en todos los Estados miembros.

## Contexto

### Relato europeo
Con posterioridad al inicio del proyecto de refundación de la Unión Europea en 2017, varios autores como Jean-Dominique Giuliani, Jakub J. Grygiel, Mark Leonard, y los ya citados van Middelaar y Münchau, han afirmado que el proceso de integración europea y la idea misma de Europa que dice representar necesitan con un nuevo relato testimonial. La crisis del proceso de integración en este periodo ha tenido un impacto en los relatos que sustentaban este proceso y ha cuestionado su continuidad, además de provocar una revisión de su trayectoria y un cuestionamiento de la organización como entidad política.
La pregunta de base de los Estudios europeos se ha encaminado desde entonces a interrogarse por la causa de los problemas de la unión, dejando el enfoque que durante décadas respondía al supuesto éxito ineluctable de la construcción europea. Eventualmente, de la respuesta que se dé a esta cuestión dependerá la formulación de la narrativa del nuevo relato europeo.
El resultado del referéndum sobre la permanencia del Reino Unido en la Unión Europea de 2016 fue interpretado por algunos analistas como el hecho que la UE ya no disponía de un relato claro de su razón de ser. Pero no ha sido la salida del Reino Unido de la Unión Europea —proceso iniciado en 2017 y concluido en 2020— el único acontecimiento que ha levantado dudas respecto al futuro de la organización: la gestión de la crisis migratoria en Europa ha copado el centro de varios discursos, especialmente por parte de los movimientos de extrema derecha. Además, en opinión del filósofo y sociólogo alemán Jürgen Habermas, el supuesto distanciamiento entre los ciudadanos y las instituciones europeas se había iniciado con anterioridad, tras la firma del Tratado de Maastricht (1992), para traducirse progresivamente en expresión de la “desaparición del consenso permisivo ante el proyecto europeo” que había beneficiado a la clase dirigente en su diseño del modelo comunitario. En consecuencia, se comienza a exigir responsabilidades en especial en la forma en que se ha gestionado el proceso de integración.
En 2020 todos los debates quedaron aparcados como resultado de la pandemia de COVID-19 en Europa que trajo, entre otros momentos insólitos, la primera deuda compartida por los Estados miembros de la UE, recogida en el plan Next Generation EU. Durante los primeros meses de ese año, cuando el impacto socioeconómico de la pandemia comenzó a ser latente, se fraguó un cambio estructural en el relato europeo predominante.

### Opinión pública
Según el Eurobarómetro de septiembre de 2021, el optimismo sobre el futuro de la UE estaba en sus niveles más altos desde 2009 y la confianza de población en la UE se encontraba en el punto más elevado desde 2008. A nivel de la UE, los ciudadanos europeos señalaron la situación económica como su principal preocupación, seguida por el medio ambiente y la inmigración. La mayor parte de la población europea consideraba que el plan Next Generation EU sería eficaz contra las consecuencias económicas de la pandemia de COVID-19. El optimismo sobre el futuro de la UE había aumentado desde el verano de 2020: 66 % de las personas encuestadas manifestaron una opinión positiva en este sentido (el mayor porcentaje desde 2009).
La imagen positiva de la UE se mantenía en un nivel “relativamente elevado”, el 45 %, mientras que la imagen neutra contaba con el 38 % y la imagen negativa, con el 16 %. El 49 % confiaba en la Unión, correspondiendo al nivel general más alto registrado desde 2008.

## Historia
Originalmente la idea de poner en marcha el mecanismo de una Conferencia sobre el Futuro de Europa fue del presidente francés, Emmanuel Macron. Luego, el proyecto fue anunciado por la presidenta de la Comisión Europea Ursula von der Leyen.
El 22 de enero de 2020, la Comisión Europea presentó sus ideas para dar forma a la Conferencia sobre el Futuro de Europa, que se pondrá en marcha el Día de Europa, el 9 de mayo de 2020 (setenta años después de la firma de la Declaración de Schuman), y durará dos años. Sin embargo, debido a la pandemia de COVID-19 en Europa, el inicio de la Conferencia se retrasó al 9 de mayo de 2021.
Entre tanto, solo Alemania y Francia habían presentado un documento conjunto, centrado en la estructura y funcionamiento de una conferencia pensada inicialmente para refundar la UE en 2022. Sin embargo, fue el gobierno español el primero en formular propuestas concretas para la transformación de la UE después de la pandemia, cuando en mayo de 2020, propuso una batería de protocolos sanitarios, turísticos, industriales y digitales.

## La Comisión Von der Leyen

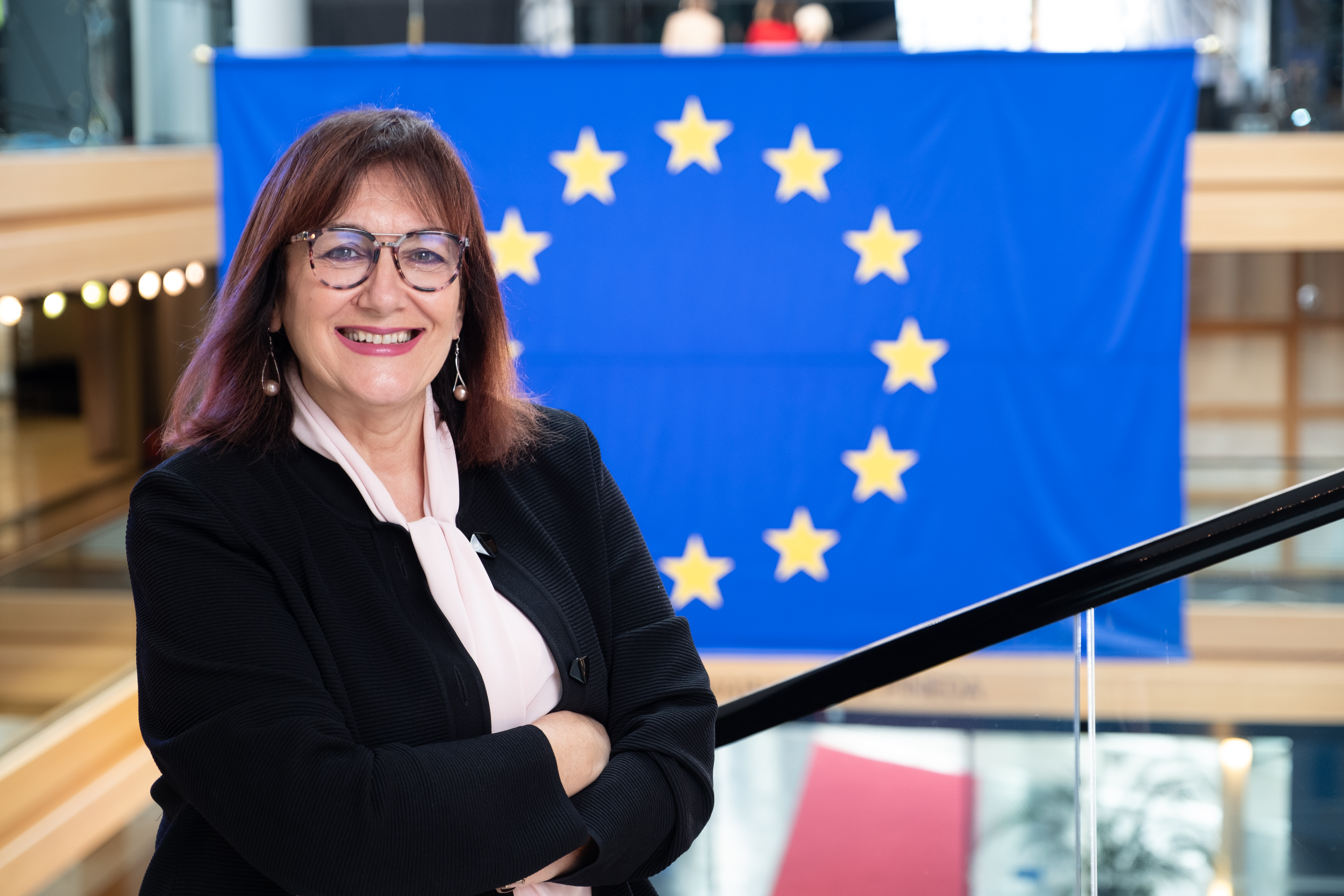
Dubravka Šuica, una de las vicepresidentas de la Comisión Europea dirige el trabajo de dicha institución en la Conferencia.

Los miembros del Colegio de Comisarios de la Unión Europea contribuyeron al desarrollo de conferencia. La vicepresidenta de la Comisión Dubravka Šuica dirigió el trabajo de dicha institución en la Conferencia, siendo respaldada por la vicepresidenta Věra Jourová en el capítulo institucional, así como por el vicepresidente Maroš Šefčovič en el de cuestiones interinstitucionales y prospectiva.
La Comisión consideró que la Conferencia facilitaría “la celebración de un debate abierto, inclusivo, transparente y estructurado, con ciudadanos de distintos orígenes y de todas las condiciones sociales” y se comrpmetió a dar seguimiento a sus resultados.
La Comisión Von der Leyen abordó dos líneas de trabajo paralelas para los debates:
- La primera se centró en las prioridades de la Unión Europea y en lo que la organización debería tratar de conseguir en materias tales como la lucha contra el cambio climático y los retos medioambientales, una economía al servicio de las personas, la justicia social y la igualdad, la transformación digital de Europa, el refuerzo del peso de la Unión en el mundo y la consolidación de sus fundamentos democráticos.
- La segunda se centró en abordar temas relacionados con los procesos democráticos y las cuestiones institucionales. En este sentido la Comisión pretendía impulsar el sistema de cabezas de lista y las listas transnacionales de cara a las elecciones al Parlamento Europeo.

## La Convención europea y la Conferencia sobre el Futuro de Europa
La Convención debe ser convocada por el Presidente del Consejo Europeo cuando esta institución adopte una decisión favorable a una revisión constitucional de los Tratados, previa propuesta del Parlamento Europeo, de la Comisión o de uno o varios Estados miembros y notificándose la misma a los parlamentos nacionales. No obstante, el Consejo Europeo podrá decidir por mayoría simple, y con la aprobación del Parlamento Europeo, no convocar una Convención si la importancia de las modificaciones previstas no justificara su llamamiento.
La Convención así convocada se constituirá con el mandato de redactar un proyecto de reforma constitucional, ajustado en lo posible al contenido propuesto en un principio al Consejo Europeo. Terminados sus trabajos, el Presidente de la Convención entregará al Presidente del Consejo Europeo un proyecto adoptado por consenso. Si no pudiere alcanzarse tal consenso (no sobre cada punto sino sobre el conjunto del texto) en el seno de la Convención, bastará que ésta apruebe la reforma por mayoría simple.